# Підпалий Валеріан Сергійович
Підпалий Валеріан Сергійович (4 лютого 1940, Чулаківка — 10 січня 2001, Київ) — радянський і український кінорежисер, сценарист. Лауреат Республіканської премії імені Я. Галана (за 1977 рік).

## Біографія

Могила Валеріана Підпалого

Народився 1940 року у селі Чулаківці Голопристанського району Херсонської області в родині службовця.
В 1965 році закінчив факультет журналістики Київського державного університету імені. Т. Г. Шевченка.
Працював режисером «Укрторгрекламфільму», «Киїнаукфільму», на Київській кіностудії імені О. П. Довженка.
Був членом Національної спілки кінематографістів України.
Помер 10 січня 2001 року в Києві. Похований в Києві на Міському кладовищі «Берківці».

## Фільмографія
Створив науково-популярні стрічки:
- «Радянські сейнери», «Приємного апетиту» (1967);
- «Не кашою єдиною» (1967. Срібна медаль Міжнародного кінофестивалю медичних фільмів Варна, Болгарія, 1969);
- «Допомогти людині», «Слідопити думки», «Яким бути селу» (1969), «Партквиток № 1», «Чужі у місті» (1970);
- «Наближення до істини» (1972);
- «Наступ на рак» (1974, Перша премія VII Всесоюзного кінофестивалю, Кишинів, 1975. Золота медаль Міжнародного кінофестивалю по охороні здоров'я. Варна, Болгарія, 1976);
- «Я напою тебе, земле» (1975);
- «Рішення, які ми приймаємо» (1976)

Поставив художні фільми:
- «Спокута чужих гріхів» (1978);
- «Таємниці святого Юра» (1981, сценарист у співавт.);
- «Канкан в Англійському парку» (1984, сценарист у співавт.);
- «І завтра жити» (1987, т/ф, 2 с);
- «Ніч самогубця» (1991, автор сценарію);
- «Викрадення» (1992).